# Schefflera simplex
Schefflera simplex är en araliaväxtart som beskrevs av Julian Alfred Steyermark och E.C. Holst. Schefflera simplex ingår i släktet Schefflera och familjen araliaväxter. Inga underarter finns listade.